# سيجاليت لانداو
سيجاليت لانداو (بالعبرية: סיגלית לנדאו‏) (وُلِدت عام 1969) فنانة نحت، فن الفيديو وإنشائيّات إسرائيليّة.

## السيرة
وُلدت وترعرعت في القدس، كما قضت بعض السنوات في الولايات المتحدة وبريطانيا. تسكن وتعمل في تل أبيب.
تغلغلت لانداو إلى الوعي العامّ مع انتهاء دراستها في أكاديميّة «بتسلئيل» (1994)، من خلال معرضين جماعيين نُظّما في إطار «آرت-فوكوس» لتلك السنة. كان أحد هذين المعرضين، «ترانزيت»، عبارة عن مشروع أتاحَ للفنّانين أن يعرضوا أعمالهم في الفضاءات الخالية الموجودة في حوانيت المحطّة المركزية الجديدة في تل أبيب. اختارت لانداو التواجد في مخبأ لمعدمي البيت/العمّال الأجانب/الفلسطينيين الذين وجدتهم يقيمون في البناية وأن تقوم هناك بإنتاج الإنشائيّة الخاصّة بها، والتي ضمّت سلسلة من الأبواب التي ثُقبت بأظفار معدنيّة حتى تشكّلت فتحة فيها. في سنة 1995، وهي السنة التي أنهت فيها دراستها الاستكماليّة في «بتسلئيل»، قدّمت لانداو معرضها الفرديّ الأوّل في متحف إسرائيل (مع غاي بار أموتس). بحث موضوع البيت والمكان انتقل ليُطرح على المستوى القومي-التاريخي-السياسيّ في إنشائيّة «هارَبايِت». إنّ بعض المواضيع والخصائص التي ستميّز فنّ لانداو في السنوات القادمة ظهرت في أعمالها السابقة التالية: إنشائيّات مسرحيّة شديدة القوّة تستعين بالأغراض المتوافرة التي تمّت معالجتها أو تمّ ترتيبها مجدّدًا، إضافة إلى النحت الذي يتّسم بغزارة في الخيال، والذي يوحي بحياة خفيّة قائمة في مناطق هامشيّة مُظلمة.
تغلغلت لانداو على وجه السرعة إلى حلبة الفنّ العالميّة وفي سنة 1996 عرضت في روتردام، في مركز الفن المعاصر "Witte De With". واصلت لانداو تطوير ثيماتها بوسائل تبعث على المفاجأة، مثل الحاوية التي تمّت معالجة أرضيّتها المعدنيّة وتحوّلت إلى «منظر طبيعيّ» من التلال. في طرف هذا العمل، يستطيع المُشاهد أن يُلقي نظرة إلى داخل صندوق، يظهر كما لو أنّه أرضيّة مرحاض، وتُسمَع فيه موسيقى عربية. عُرضت الحاوية التي أطلق عليها اسْم Resident Alien سنة 1997، في الجناح الإسرائيليّ في بينالي البندقيّة، وفي موازاة ذلك في المعرض الدوليّ «دوكومنتا» في مدينة كاسل، بعد عرضها لأوّل مرّة في «آرت-فوكوس 2» في متحف هرتسليا.
نالت لانداو جوائز مُهمّة، من بينها منحة أسّسها أنسليم كيبير من صندوق وولف (1998)، وكانت الفائزة الأولى في مسابقة أجرتها صحيفة "ذي تايمز" وتنظيم «آرت-أنجيل» (2000) لتنفيذ العمل في لندن، لكنه لم يُنفّذ في نهاية المطاف. في السنوات التالية فازت بمنح وجوائز إضافيّة، جائزة الفنّان الشاب من قبل وزارة العلوم، الثقافة والرياضة (2001)، ومنحة على اسم جافين تابعة لصندوق الثقافة أمريكا إسرائيل (2003)، جائزة جوطسدينر في متحف تل أبيب للفنون وجائزة كولينر في متحف إسرائيل (2004)، كما حصلت على منح إقامة في برلين وستوكهولم، وعلى جوائز اقتناء أعمال فنيّة وتنفيذ أعمال فنيّة.
في أواخر التسعينات بدأت لانداو بإنتاج أعمال فيديو، وهو الأمر الذي أتاح لها نشرًا أوسع لأعمال ذات قوّة حضور أيقونيّة. والبارزة من بين هذه الأعمال هي (Barbed Hula (2000 التي تُظهر مشهدًا نسائيًا عاريًا (للفنّانة) تتدحرج فيه على البطن عجلة «هولا-هوب» مصنوعة من سلك، وفي كلّ لفّة يجرح هذا السلك الجلدَ النسائيّ الناعم. تجربة المشاهدة تمزج الجمَال الفتّان مع الشّعور بالألم الذي يجعل النظرة صعبة. في هذا العمل وفي أعمال فيديو أخرى تبرز الحركة الدائرية واللولبيّة. تدمج لانداو ما بين خبرتها في أداة الحركة في الحيّز – تعلّمت الرقص في المدرسة الثانوية التابعة لأكاديمية الموسيقى والرقص في القدس – وبين الفهم العميق لأداة فن الفيديو، التي ترتكز على الحركة لوقت طويل وعلى العرض الدوريّ (loop). في عملها (DeadSee (2005 تظهر الفنّانة بين مئات من البطّيخ المربوطة بعضها ببعض بطوّافة لولبيّة عائمة على سطح البحر الميت. بعضٌ من البطيخ مفتوح ويظهر لبّها الأحمر كجرح بارز على الخلفية الخضراء لبقيّة البطّيخ. بحركة بطيئة وساحرة يتمّ جذب السلك وتقليص الحلقة اللولبية، وهو ما يمنح وقتًا للتأمّل والتفكير. تمّ عرض هذا العمل لأوّل مرّة في معرضها «الحلّ اللانهائيّ» في «جناح هلينه روبنشطاين» في متحف تل أبيب، ومنذ ذلك الحين تمّ عرضه في معارض مختلفة، من ضمنها معرض فرديّ في متحف الفن الحديث (نيويورك) (2008) وفي المعرض الثابت للفنّ الإسرائيليّ في متحف إسرائيل، القدس (بدءًا من عام 2010). تبرز في أعمال فيديو أخرى الحركة غير المتوقّفة، سواء في العمل (2005) Dancing for Maya
الذي تظهر فيه امرأتان تخربشان على شاطئ البحر خطوطًا متشابكة تمحوها أمواج البحر مَرةً بعد مرّة؛ أو في العمل Mermaids (Erasing the Border of Azkelon) - 2011, الذي تظهر فيه ثلاث نساء يصعدنَ من بين الأمواج، يخدشنَ بأظفارهنّ رمل الشاطئ ثمّ يُجذبنَ رجوعًا إلى البحر الذي يمحو العلامات، الحدّ الفاصل بين غزة وعسقلان.
بموازاة أعمال الفيديو بدأت لانداو في أوائل سنوات الألفين بتطوير النحت التصويري المصنوع من معجون الورق، تماثيل لشخصيات مقشّرة الجلد منشغلات بنشاطات مختلفة. هذه التماثيل عُرضت لأوّل مرّة في جاليري ألون سيغف في تل أبيب (2002). في الإنشائية التي أطلق عليها اسم The Country (البلاد) استعادت لانداو مظهر السطح التل أبيبيّ الذي أنتجت فيه أعمالها على امتداد نحو سنتين من أوراق جريدة "التايمز" التي نشرت موادّ إخباريّة يوميّة عن أهوال الانتفاضة الثانية. حظي المعرض بتقدير غير عاديّ وشاهده الآلاف، وتوّج الناقد الأمريكيّ فيليب لايدر العمل «الغيرنيكا الإسرائيلية» بمقال له في مجلّة Art in America.
في معرضها الفرديّ «الحلّ اللانهائيّ» الذي يعود إلى عام 2005 وعُرض على جميع طبقات جناح هيلنه روبنشطاين، لا بل امتدّ حتى إلى الخارج، إلى الشّارع، وسّعت لانداو جميع الموتيفات والأشكال الفنيّة التي تناولتها في أعمال سابقة لها، وأضافت إليها أخرى جديدة. تماثيل شخصيّات، أعمال فيديو، إنشائيّة مصنوعة من سكر الطعام (استمرارًا للعمل الذي أنتجته من غزل البنات في نيويورك عام 2001)، أغراض مغلّفة ببلّورات الملح، سيّارة فان قديمة، جبل من الباطون، ونصوص على الجدران. يظهر في هذه الأعمال لأوّل مرّة وبوضوح التطرّق إلى المحرقة وإلى أساطير يهوديّة وإسرائيليّة أيضًا (رؤوس الأغنام)، تلميحات مروّعة من ملامسة الراهن والسياسيّ (العمّال الأجانب، معدمو البيت). كان المعرض مزدحمًا، مذهلاً وصعب الهضم؛ جذب جمهورًا واسعًا وأصبح حديث اليوم خارج الزوايا الفنيّة أيضًا، ومثّل محطّة بارزة ومهمّة في الفنّ الإسرائيلي.
واصلت لانداو العمل على نطاق كبير على الإنشائيّة «غرفة طعام»، وقد عُرضَت في معهد الفنّ المعاصر KW في برلين (2007)، وخصوصًا في معرضها في الجناح الإسرائيليّ في بينالي البندقيّة في عام 2011، حيث درست بناية الجناح وأجرت فيها تغييرات. البحر الميّت، المكان والرمز، التي ظهرت في أعمالها في السابق، تظهر مؤدّيةً دورًا جديدًا في المشروع المستقبليّ الذي تبادر فيه لانداو إلى إنشاء جسر من الملح بين الجانب الإسرائيليّ والجانب الأردنيّ.
بالإضافة إلى مختلف الموادّ والصّور، تستعين لانداو، أيضًا، باللغة الكلاميّة، في عناوين الأعمال والمعارض، من منطلق الوعي بقدرات اللغة على إنتاج معاني أو تمويهها. إنّ العنوان، في أحيان كثيرة، هو الرمز الأوّل للمشاهد الذي لا يتمكّن من تفسير العمل بشكل منظّم، وفق سرديّات واضحة أو منظومة رموز مغلقة. «عملي الفنّي هو عمل يبني جسورً»، هكذا كتبت لانداو في كتالوج البينالي في البندقيّة، «في الوعي/اللاوعي أنا أبحث عن موادّ جديدة وضرورية لغرض ربط الماضي بالمستقبل، الشرق بالغرب، الخاصّ بالعامّ... من خلال استخدام كلمات متفرّقة ومتكسّرة لتعريف تمازج الأغراض فاقدة المعنى وجعلها كومة يانعة من براعم الأحلام، للتأثير على أفق انعدام اليقين.»

## تعليم
- 1991-1994 - «بتسلئيل», القدس.
- 1993 - الفصل الأول من السنة الرابعة في «كوبر يونيون», نيو يورك (برنامج تبادل طلاب)
- 1995 - التعليم المستمر، «بتسلئيل».

## جوائز
- 1993 جائزة المحت، الصندوق القومي اليهودي
- 1994 صندق الثقافة أمريكا-إسرائيل
- 1994 جائزة ميري فيشر، بتسلئيل، أكاديمية الفنون والتصميم، القدس
- 1996 منحة دراسية «انجبورج بخمن» من صندق «وُلف»
- 1998 منح الإقامة، برلين
- 1999 الخائزة الأولى في في المسابقة البريطانية ل«ارت إنجيل» و«التايمز» في لندن
- 2001 جائزة الشراء، متحف تل-أبيب
- 2001 جائزة «الفنان الشاب»، وزارة الثقافة، العلوم والرياضة
- 2003 منح دزنيت وجورج جافين، صندق الثقافة أمريكا-إسرائيل
- 2003 منح الإقامة، برنامج الستوديو الدولي للفنان، ٍٍستوكهولم
- 2004 جائزة صندق كيرين غوتسدينر لفنان إسرائيلي شاب، الجائزة للفن الإسرائيلي، متحف تل-أبيب للفن، تل-أبيب
- 2004 جائزة بيئتريس كولينر لفنان إسرائيلي شاب، متحف إسرائيل، القدس
- 2007 جائزة دان سينديل وصندق عائلة سينديل للنحت، متحف تل-أبيب، تل-أبيب

## معرض صور

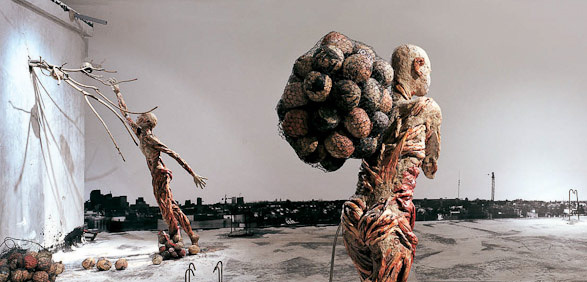
"(The Country (2002"
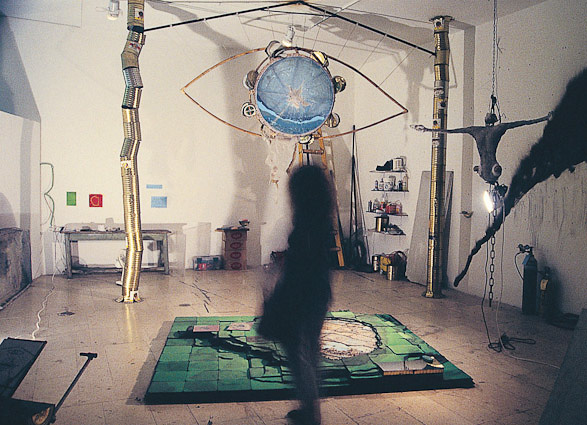
"هارابيت" (1995)
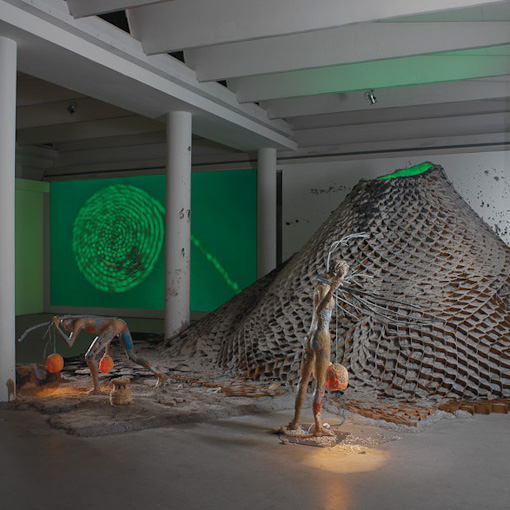
"الحلّ اللانهائيّ" (2005)

## وصلات خارجية
- موقع سيجاليت لانداو (إنجليزية)
- kamel mennour - Sigalit Landau